# Mburucuyá (Corrientes)
Mburucuyá é uma cidade da província de Corrientes, Argentina. É a capital do  Departamento Mburucuyá.
A 30 km da cidade se encontra Parque Nacional Mburucuyá. 
Foi delimitada em 16 de agosto de 1832, logo apoós a construção de sua Paróquia. Conta atualmente com aproximadamente 10.000 hab. 
Nesta cidade se realiza a festa Festa do Chamamé: o "Festival Nacional de Chamamé tradicional", na  segunda semana de fevereiro onde concorrem músicos de todo o litoral argentino.

## Personalidades
- Naturalista Troels Myndel Pedersen (1916-2000), que doou sua propriedade  de campo, em 1991, para estabelecer o "Parque nacional".